# 페르소나 (심리학)
페르소나(persona)는 심리학에서 타인에게 비치는 외적 성격을 나타내는 용어이다. 원래 페르소나는 그리스의 고대극에서 배우들이 쓰던 가면을 일컫는다. 이후 심리학적인 용어로 심리학자 구스타프 융(Carl Gustav Jung)이 만든 이론에 쓰이게 되는데 그는 인간은 천 개의 페르소나(가면)를 지니고 있어서 상황에 따라 적절한 페르소나를 쓰고 관계를 이루어 간다고 주장한다. 페르소나를 통해 개인은 생활 속에서 자신의 역할을 반영할 수 있고 자기 주변 세계와 상호관계를 성립할 수 있게 된다. 그리고 페르소나 안에서 자신의 고유한 심리구조와 사회적 요구 간의 타협점에 도달할 수 있기 때문에 개인이 사회적 요구에 적응할 수 있게 해 주는 매개체의 역할을 하게 된다.

## 그림자
융은 그림자와 아니마(또는 아니무스)라는 개념을 언급함으로써 자기(self, Selbst)라는 원형에 도달하려는 온전한 인간상을 제안한 바 있다.

## 같이 보기
- 가면 우울증
- 착한아이 콤플렉스* 방어기제
- 우울증
- 불안장애
- 분열성 인격 장애